# Rudersdorf (Burgenland)
Rudersdorf ist eine Marktgemeinde im Bezirk Jennersdorf im Burgenland in Österreich mit 2221 Einwohnern (Stand 1. Jänner 2024). Der ungarische Ortsname der Gemeinde ist Radafalva.

## Geografie
Die Gemeinde liegt im südlichen Burgenland, nur durch den Fluss Lafnitz von der Steiermark getrennt.

### Gemeindegliederung
Das Gemeindegebiet umfasst folgende zwei Ortschaften (in Klammern Einwohnerzahl Stand 1. Jänner 2024):
- Dobersdorf (479)
- Rudersdorf (1742) samt Höch, Hütergraben, Kuhberg, Lindwald, Marbach, Pußta, Schulterriegel und Weichenberg

Die Gemeinde besteht aus den Katastralgemeinden Dobersdorf und Rudersdorf.

### Nachbargemeinden
|                          | Deutsch Kaltenbrunn                         | Kukmirn (Bezirk Güssing) |
| Fürstenfeld (Steiermark) | Kompassrose, die auf Nachbargemeinden zeigt |                          |
|                          | Bad Loipersdorf (Steiermark)                | Königsdorf               |

## Geschichte

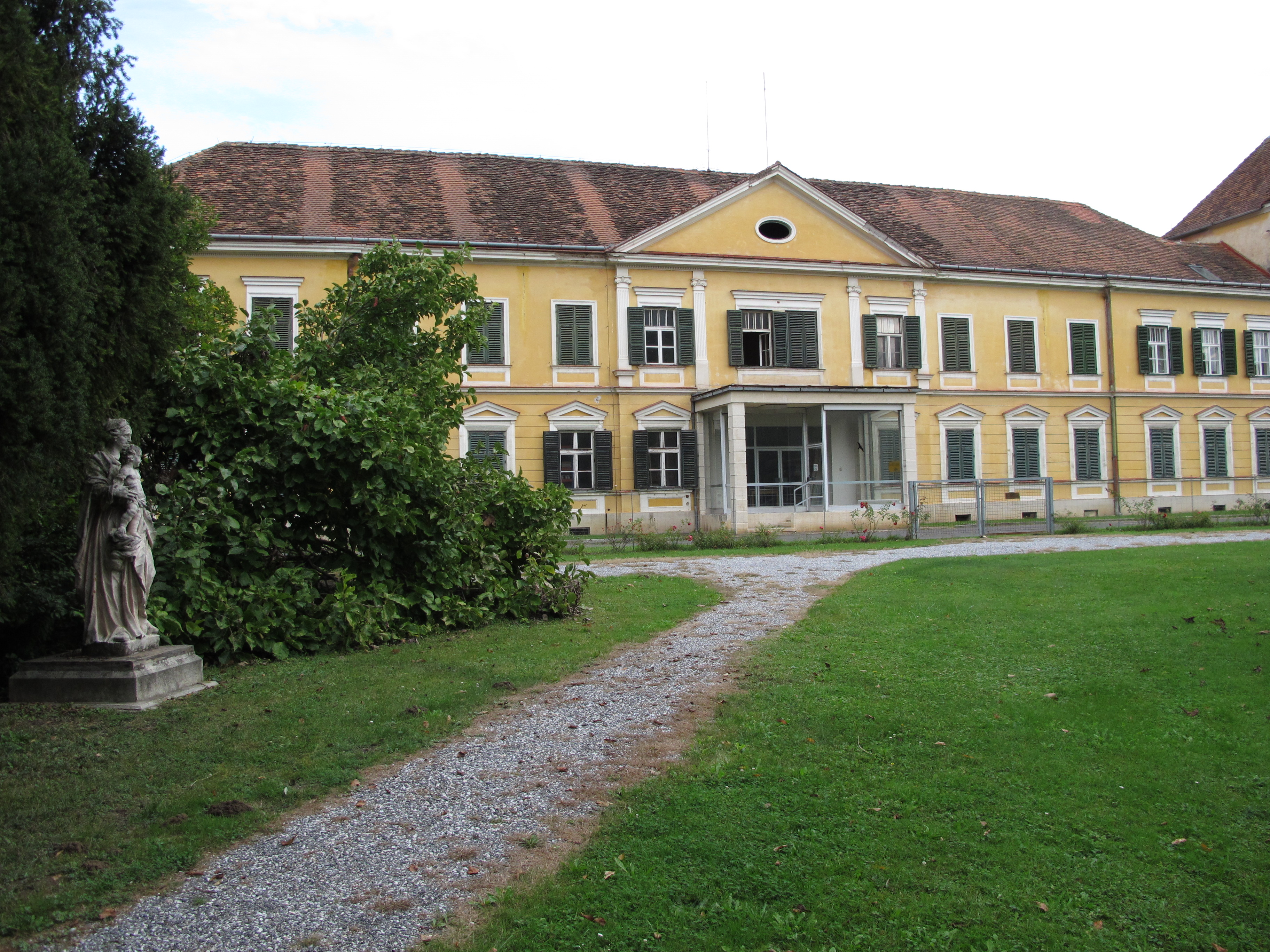
Ehemaliges Schloss Batthyány in Rudersdorf

Der Ort gehörte wie das gesamte Burgenland bis 1920/21 zu Ungarn (Deutsch-Westungarn). Seit 1898 musste aufgrund der Magyarisierungspolitik der Regierung in Budapest der ungarische Ortsname Radafalva verwendet werden. Nach Ende des Ersten Weltkrieges wurde nach zähen Verhandlungen Deutsch-Westungarn in den Verträgen von St. Germain und Trianon 1919 Österreich zugesprochen. Der Ort gehört seit 1921 zum neu gegründeten Bundesland Burgenland.
Seit 1991 ist Rudersdorf Marktgemeinde (durch VO 81).

### Geschichte von Rudersdorf

Historische Aufnahme von Rudersdorf (1901)

Für die Entstehung des Ortsnamens Rudersdorf gibt es mehrere Theorien. Die erste Erklärung ist sehr einfach: In alten Zeiten war zwischen Fürstenfeld und dem heutigen Rudersdorf ein See gelegen, an dessen Ufer die Fürsten von Fürstenfeld ein Jagdschloss und ein großes Jagdrevier hatten. Da die Fürsten zum Schloss hinüberruderten, benannte man das um das Schloss herum entstandene Dörflein „Rudersdorf“.
Nach einer anderen Version wird Rudersdorf vom Personennamen Ruodolf, ungarisch Rodolf, abgeleitet, ausgehend von der alten Namensform Ruodolvesdorf ‚Dorf des Rudolf‘. 1391 scheint Rudersdorf unter der magyarischen Bezeichnung Radofalva in der von König Sigismund für Ladislaus von Sáró bestimmten Urkunde auf. Die Zollstätte Rudersdorf war ein sogenanntes Dreißigstamt, ehemalige ungarische Zollstätten entlang der westlichen Grenze. Die Bezeichnung „Dreißigst“ geht darauf zurück, dass man bei der Einfuhr und später auch bei der Ausfuhr den dreißigsten Teil einer Ware als Zoll einhob. Diese Verzollung wurde unter dem ersten ungarischen König Stephan eingeführt.
Schon im Mittelalter, um 1336, war Rudersdorf eine Dreißigststelle und ein Mautplatz. Ende des 19. Jahrhunderts wurde das Dreißigstamt in Rudersdorf aufgelassen. Rudersdorf gehörte bis etwa 1380 zur Burg Güssing.

### Geschichte von Dobersdorf
Dobersdorf wird das erste Mal im Jahre 1157 im Stiftsbrief des Güssinger Grundherrn Walfers schriftlich erwähnt.
Der deutsche Name Dobersdorf geht auf die slawische Form „Dobrovnuk“ zurück und bedeutet Walddorf oder Waldhütter. Man nimmt an, dass der Ort um das Jahr 870 von Slawen bewohnt war. Im Jahre 1428 geht Dobraflava in die Herrschaft Güssing ein. 1605 wurde der Ort von Haiduken zerstört. Im Jahre 1698 gehörte Dobersdorf zur Pfarre Königsdorf-Zahling. 1779 begann man mit dem Bau einer Kapelle. 1830 wurde die heutige Kirche zu Ehren der Heimsuchung Mariens erbaut, 1871 das erste Schulgebäude errichtet.
Infolge großer Überschwemmungen der Lafnitz wurde 1927 ein Damm gebaut. Nach dem Zweiten Weltkrieg begann die Gemeinde mit dem Ausbau der Dorfstraßen und dem Bau einer Ortswasserleitung. Am 1. Jänner 1971 wurde die Gemeinde Dobersdorf mit der Gemeinde Rudersdorf zusammengelegt.

## Kultur und Sehenswürdigkeiten

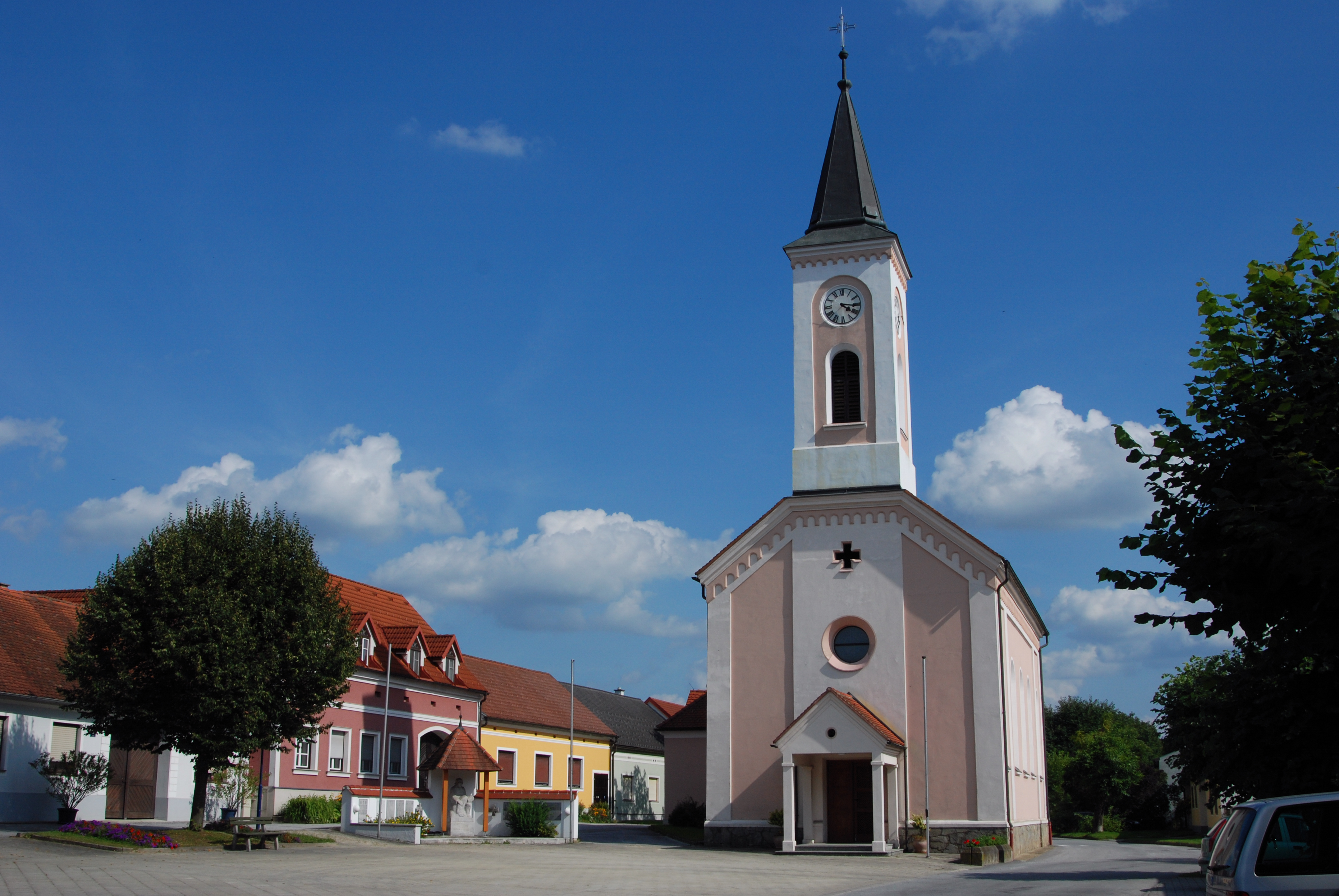
Pfarrkirche Rudersdorf

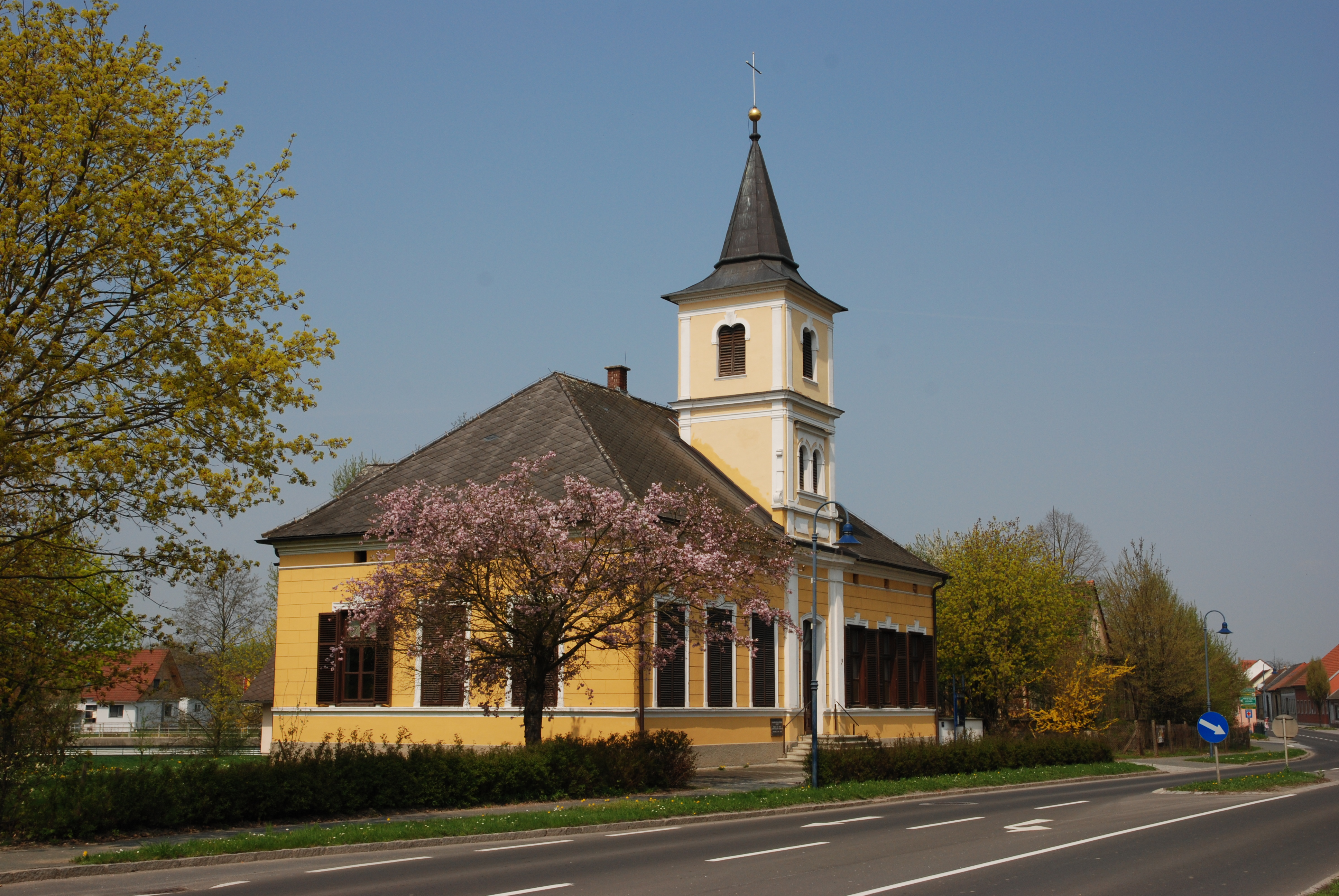
Evangelisches Schul- und Bethaus Rudersdorf

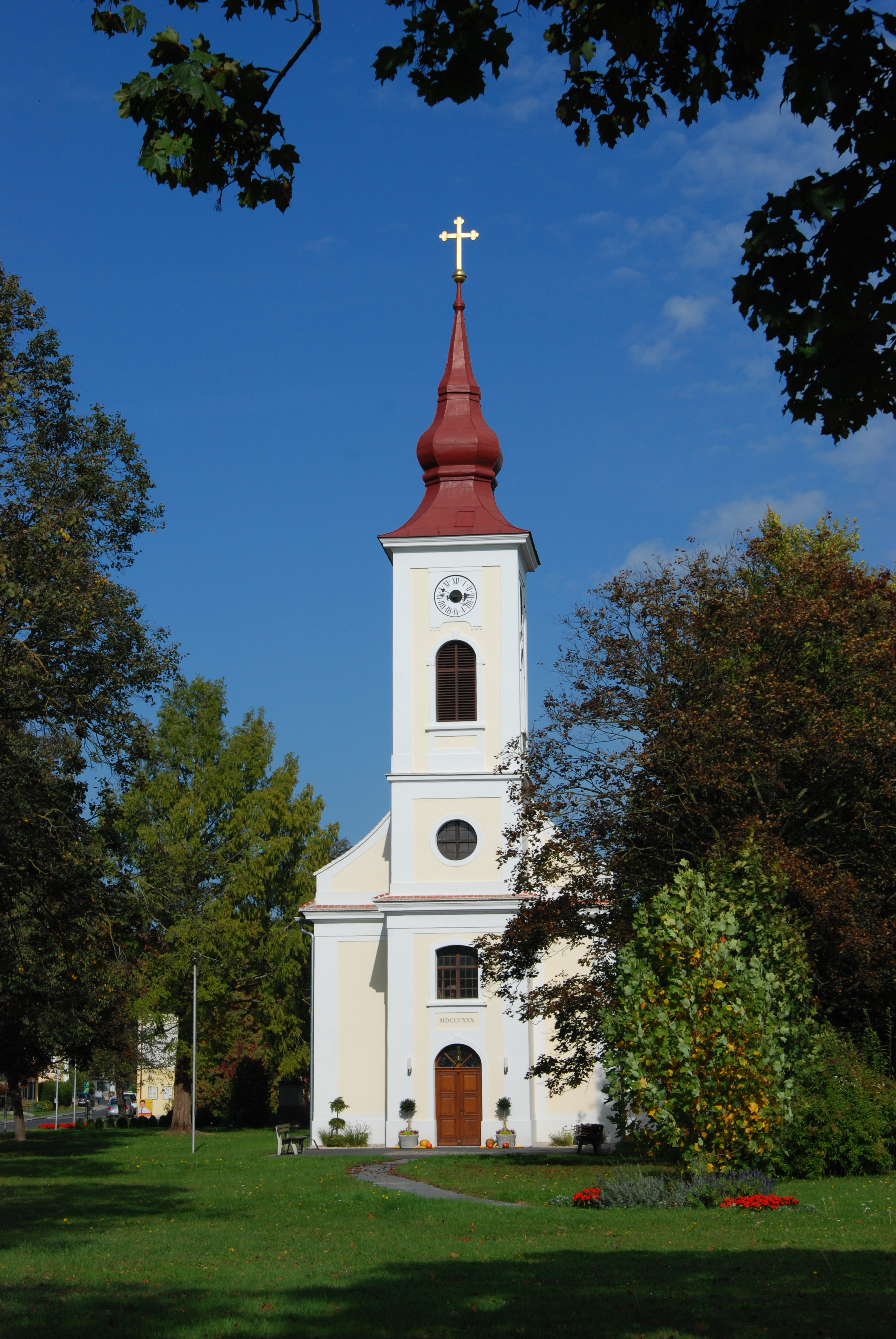
Pfarrkirche Dobersdorf

- Schloss Batthyány Rudersdorf: Das Schloss wurde um 1750 erbaut.
- Katholische Pfarrkirche Rudersdorf hl. Florian
- Katholische Pfarrkirche Dobersdorf Mariä Heimsuchung

## Wirtschaft und Infrastruktur
In der Gemeinde gibt es zahlreiche Klein- und Mittelbetriebe. Unter anderem findet man in Rudersdorf eine Niederlassung der Firma Sattler und die Firma Katzbeck, welche zugleich zu den größten Arbeitgebern der Region gehören.
Rudersdorf liegt direkt an der Gleisdorfer Straße B65, welche die Süd Autobahn (A2) mit dem Grenzübergang Heiligenkreuz im Lafnitztal verbindet. Zur Verbesserung der Infrastruktur in der Region und zur Entlastung der Gemeinden in der Region baut die ASFINAG die Fürstenfelder Schnellstraße von der Südautobahn zum Grenzübergang in Heiligenkreuz. Dieses Schnellstraßenprojekt ist allerdings bei der Bevölkerung sehr umstritten.

## Politik

### Gemeinderat
| Seit 2017 hat der Gemeinderat hat 23 Mitglieder (davor 21): - Mit den Gemeinderatswahlen im Burgenland 1997 hatte der Gemeinderat folgende Verteilung: 11 ÖVP, 7 SPÖ, und 3 FPÖ. - Mit den Gemeinderatswahlen im Burgenland 2002 hatte der Gemeinderat folgende Verteilung: 12 ÖVP, 8 SPÖ, und 1 FPÖ. - Mit den Gemeinderatswahlen im Burgenland 2007 hatte der Gemeinderat folgende Verteilung: 13 ÖVP, 7 SPÖ, und 1 Grüne. - Mit den Gemeinderatswahlen im Burgenland 2012 hatte der Gemeinderat folgende Verteilung: 14 ÖVP, und 7 SPÖ. - Mit den Gemeinderatswahlen im Burgenland 2017 hatte der Gemeinderat folgende Verteilung: 13 ÖVP, 9 SPÖ, und 1 FPÖ. - Mit den Gemeinderatswahlen im Burgenland 2022 hat der Gemeinderat folgende Verteilung: 13 ÖVP und 10 SPÖ. | Hier fehlt eine Grafik, die leider im Moment aus technischen Gründen nicht angezeigt werden kann. Wir arbeiten daran! |

### Bürgermeister
- 1946–1963 Adolf Brunner (ÖVP)
- 1977–1990 Eduard Fröhlich (ÖVP)
- 1990–1997 Hans Peter Katzbeck (ÖVP)
- 1997–2017 Franz Eduard Tauss (ÖVP)
- 2017–2024 Manuel Weber (ÖVP)[5]
- seit 2024 David Venus (SPÖ)[6]

#### Erster SPÖ-Bürgermeister
Am 8. September 2024 wurde mit David Venus erstmals ein SPÖ-Kandidat zum Bürgermeister gewählt. Er setzte sich in der Stichwahl mit 62,67 Prozent gegen den ÖVP-Kanndidaten Patrick Kainz durch, der 37,33 Prozent erreichte. Die Neuwahl wurde notwendig, weil Manuel Weber Anfang April 2024 in einem Gasthaus gegenüber seiner Frau handgreiflich wurde, worauf die gerufene Polizei ein Betretungs- und Annäherungsverbot aussprach und ihm die Landespartei den Rücktritt nahelegte. Nach dessen Rücktritt führte bereits Venus die Amtsgeschäfte der Marktgemeinde.

### Wappen
Blasonierung: In blauem Schild golden über einem Dreipass von je fünf Nüsschen und je einem Blatt der Flatterulme im Schildhaupt ein allseits anstoßendes geschwungenes Frontale einer Fenstersohlbank mit einer Guttula in der Mitte und je drei Guttulae an den seitlichen Lätzen.

## Persönlichkeiten

### Ehrenbürger der Gemeinde
- Eduard Fröhlich († 2009), Bürgermeister von Rudersdorf 1977–1990[10]

### Söhne und Töchter der Gemeinde
- Adolf Brunner (1900–1963), Politiker (ÖVP) und Textilarbeiter
- Adolf Erkinger (1900–unbekannt), Politiker (NSDAP)
- Josef Reichl (1913–2003), Politiker (SPÖ)
- Walter Gratsch (1924–2017), Politiker (SPÖ)
- Heribert Artinger (* 1939), Kommunalpolitiker (ÖVP, dann Liste Artinger) und Beamter

### Mit der Gemeinde verbundene Persönlichkeiten
- Petra Wagner (* 1968), Politikerin (FPÖ)